# Ruud Geels
Ruud Geels   (Haarlem, 28 de juliol de 1948 - Haarlem, 18 de novembre de 2023) va ser un futbolista neerlandès que jugava com a davanter o migcampista ofensiu. Va ser 20 vegades internacional amb la seva selecció amb qui va marcar 11 gols en la dècada del 1970.